# Lijst van woonplaatsen in Drenthe
Een woonplaats is volgens de wet basisregistraties adressen en gebouwen (BAG) een "door het bevoegde gemeentelijke orgaan als zodanig aangewezen en van een naam voorzien gedeelte van het grondgebied van de gemeente." Iedere Nederlandse gemeente is verplicht haar volledige grondgebied in te delen in een of meerdere woonplaatsen. Het Kadaster, de beheerder van de Landelijke Voorziening BAG, kent aan iedere woonplaats een woonplaatscode toe. Deze wordt tussen haakjes achter de naam van de woonplaats weergegeven.

## Aa en Hunze

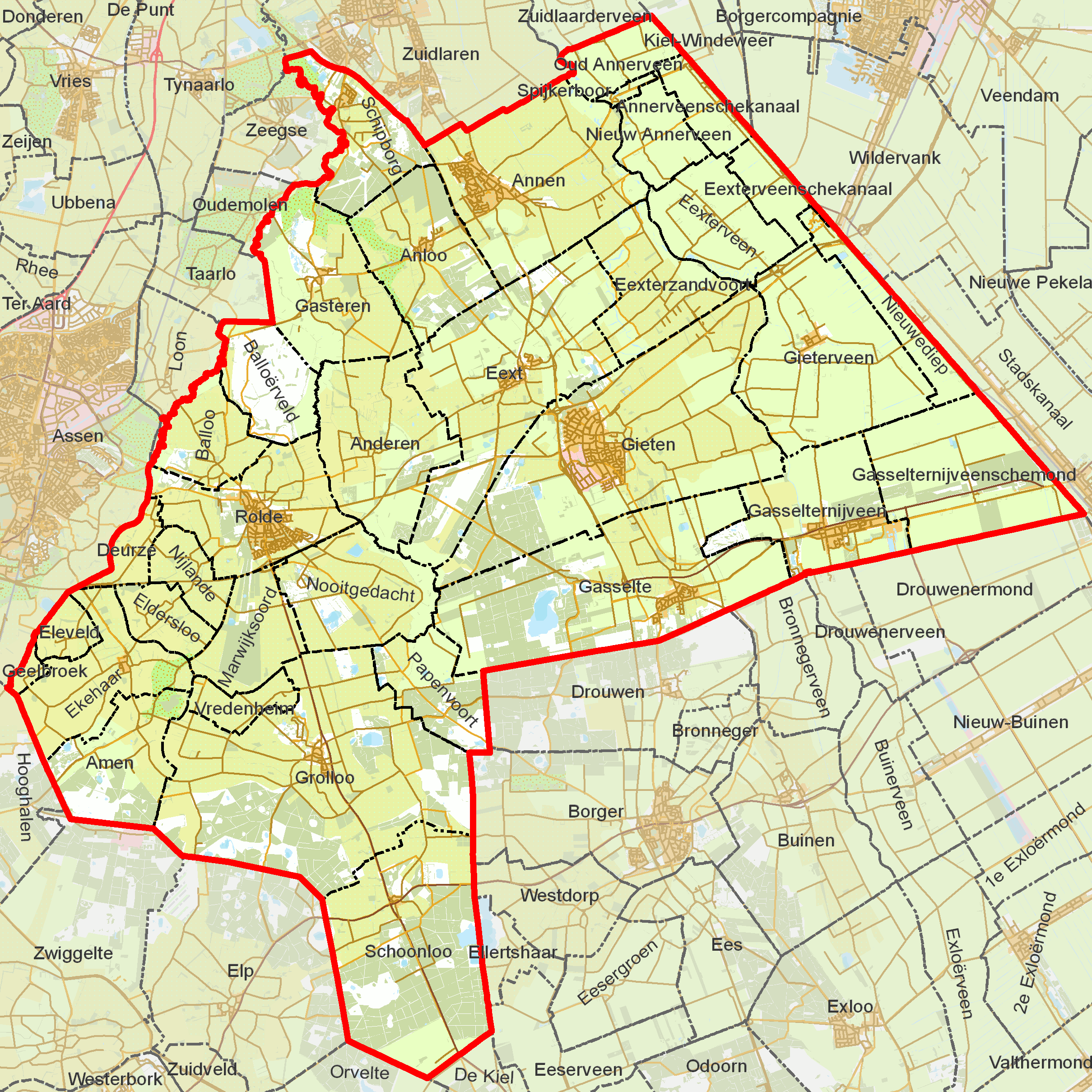
Woonplaatsen in de gemeente Aa en Hunze

- Amen (1147)
- Anderen (1148)
- Anloo (1149)
- Annen (1150)
- Annerveenschekanaal (1151)
- Balloërveld (1153)
- Balloo (1152)
- Deurze (1154)
- Eext (1155)
- Eexterveen (1156)
- Eexterveenschekanaal (1157)
- Eexterzandvoort (1158)
- Ekehaar (1159)
- Eldersloo (1160)
- Eleveld (1161)
- Gasselte (1162)
- Gasselternijveen (1163)
- Gasselternijveenschemond (1164)
- Gasteren (1165)
- Geelbroek (1166)
- Gieten (1167)
- Gieterveen (1168)
- Grolloo (1169)
- Marwijksoord (1170)
- Nieuw Annerveen (1171)
- Nieuwediep (1172)
- Nijlande (1173)
- Nooitgedacht (1174)
- Oud Annerveen (1175)
- Papenvoort (1176)
- Rolde (1177)
- Schipborg (1178)
- Schoonloo (1179)
- Spijkerboor (1180)
- Vredenheim (1181)

## Assen

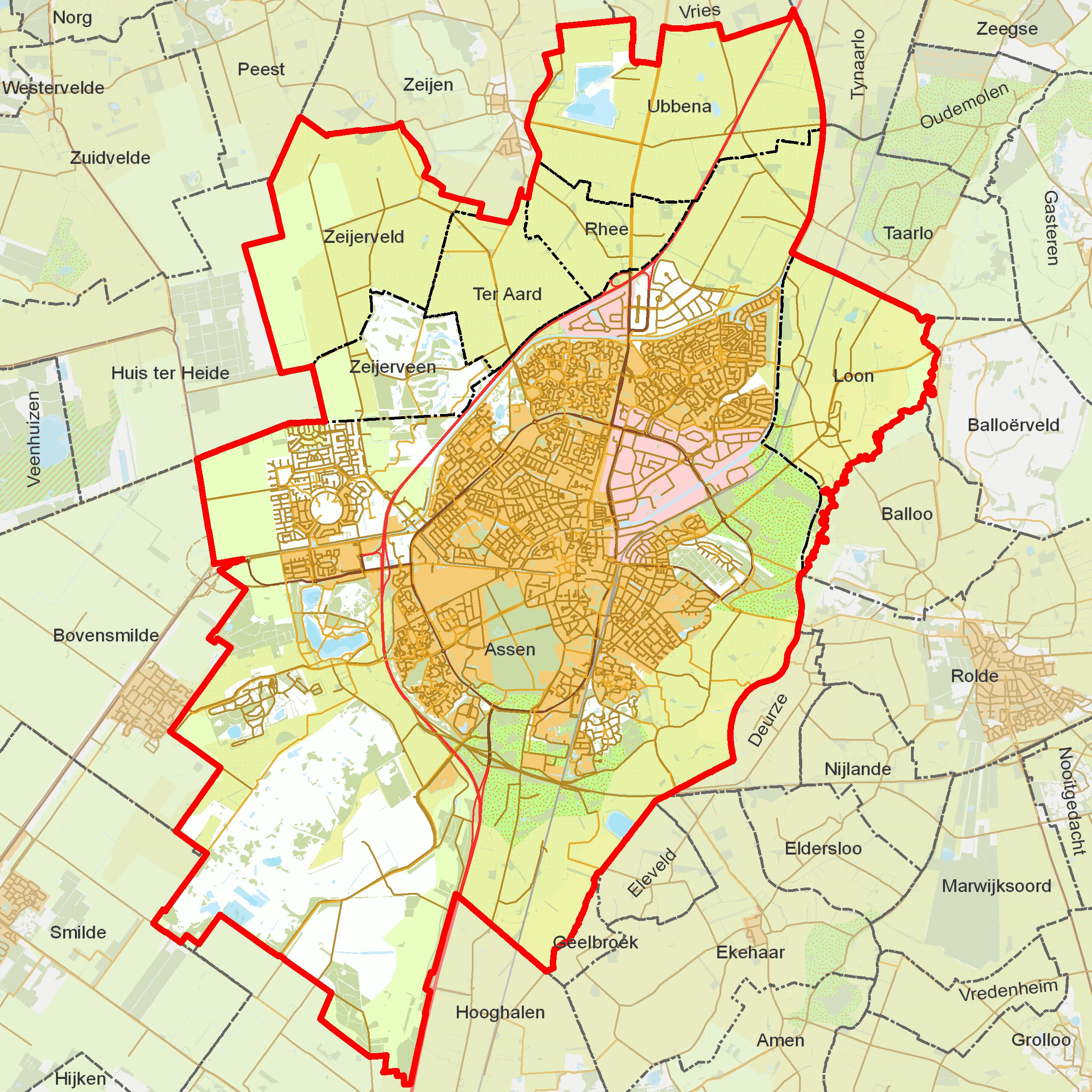
Woonplaatsen in de gemeente Assen

- Assen (2391)
- Loon (2392)
- Rhee (2393)
- Ter Aard (2394)
- Ubbena (2395)
- Zeijerveen (2396)
- Zeijerveld (2397)

## Borger-Odoorn

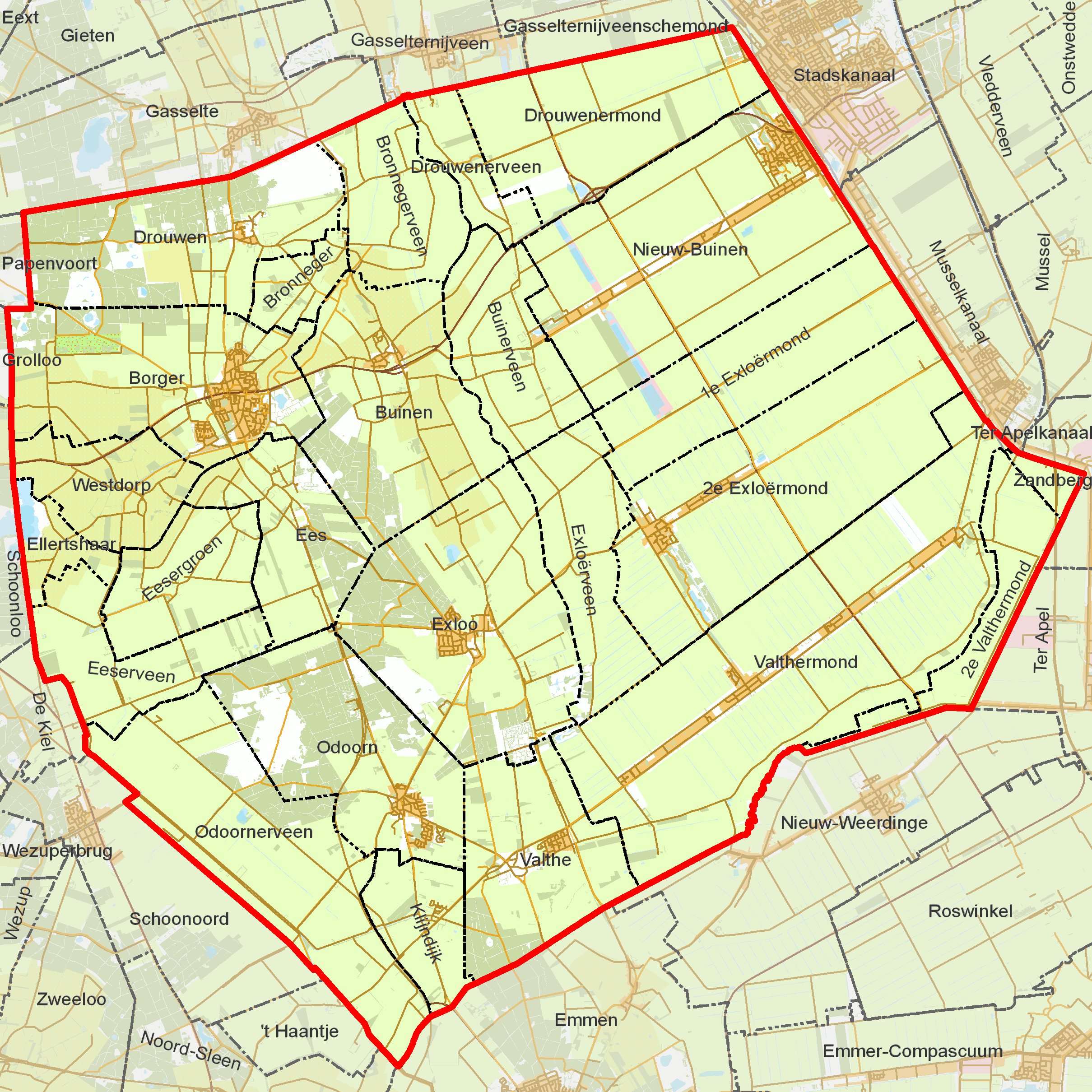
Woonplaatsen in de gemeente Borger-Odoorn

- Borger (1782)
- Bronneger (1783)
- Bronnegerveen (1784)
- Buinen (1785)
- Buinerveen (1786)
- Drouwen (1787)
- Drouwenermond (1788)
- Drouwenerveen (1789)
- 1e Exloërmond (1779)
- Ees (1790)
- Eesergroen (1791)
- Eeserveen (1792)
- Ellertshaar (1793)
- Exloërveen (1794)
- Exloo (1795)
- Klijndijk (1796)
- Nieuw-Buinen (1797)
- Odoorn (1798)
- Odoornerveen (1799)
- 2e Exloërmond (1780)
- 2e Valthermond (1781)
- Valthe (1800)
- Valthermond (1801)
- Westdorp (1802)
- Zandberg (1803)

## Coevorden

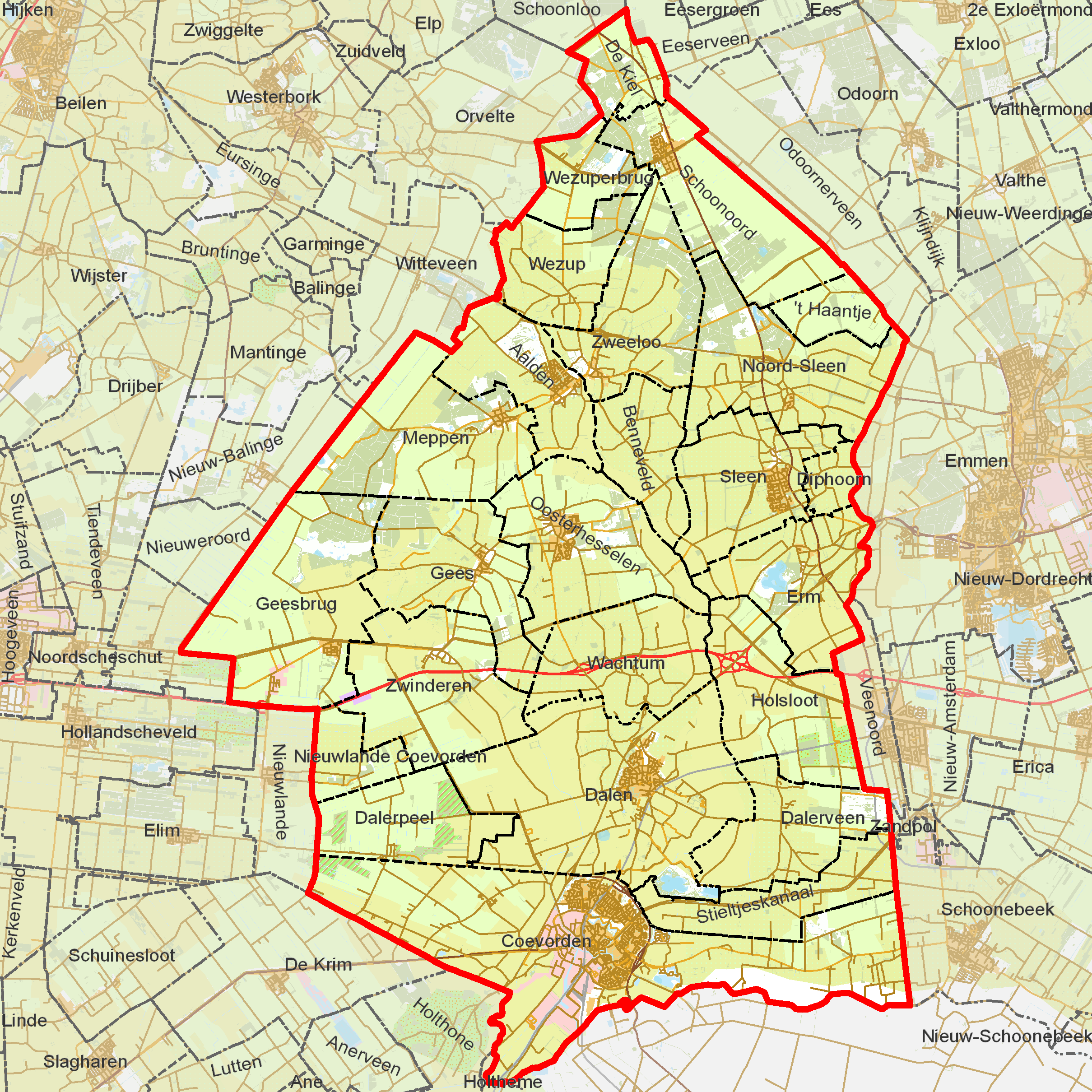
Woonplaatsen in de gemeente Coevorden

- Aalden (2145)
- Benneveld (2146)
- Coevorden (2147)
- Dalen (2148)
- Dalerpeel (2149)
- Dalerveen (2150)
- De Kiel (2151)
- Diphoorn (2152)
- Erm (2153)
- Gees (2154)
- Geesbrug (2155)
- 't Haantje (2164)
- Holsloot (2156)
- Meppen (2157)
- Nieuwlande (2158)
- Noord-Sleen (2159)
- Oosterhesselen (2160)
- Schoonoord (2161)
- Sleen (2162)
- Stieltjeskanaal (2163)
- Wachtum (2165)
- Wezup (2166)
- Wezuperbrug (2167)
- Zweeloo (2168)
- Zwinderen (2169)

## De Wolden

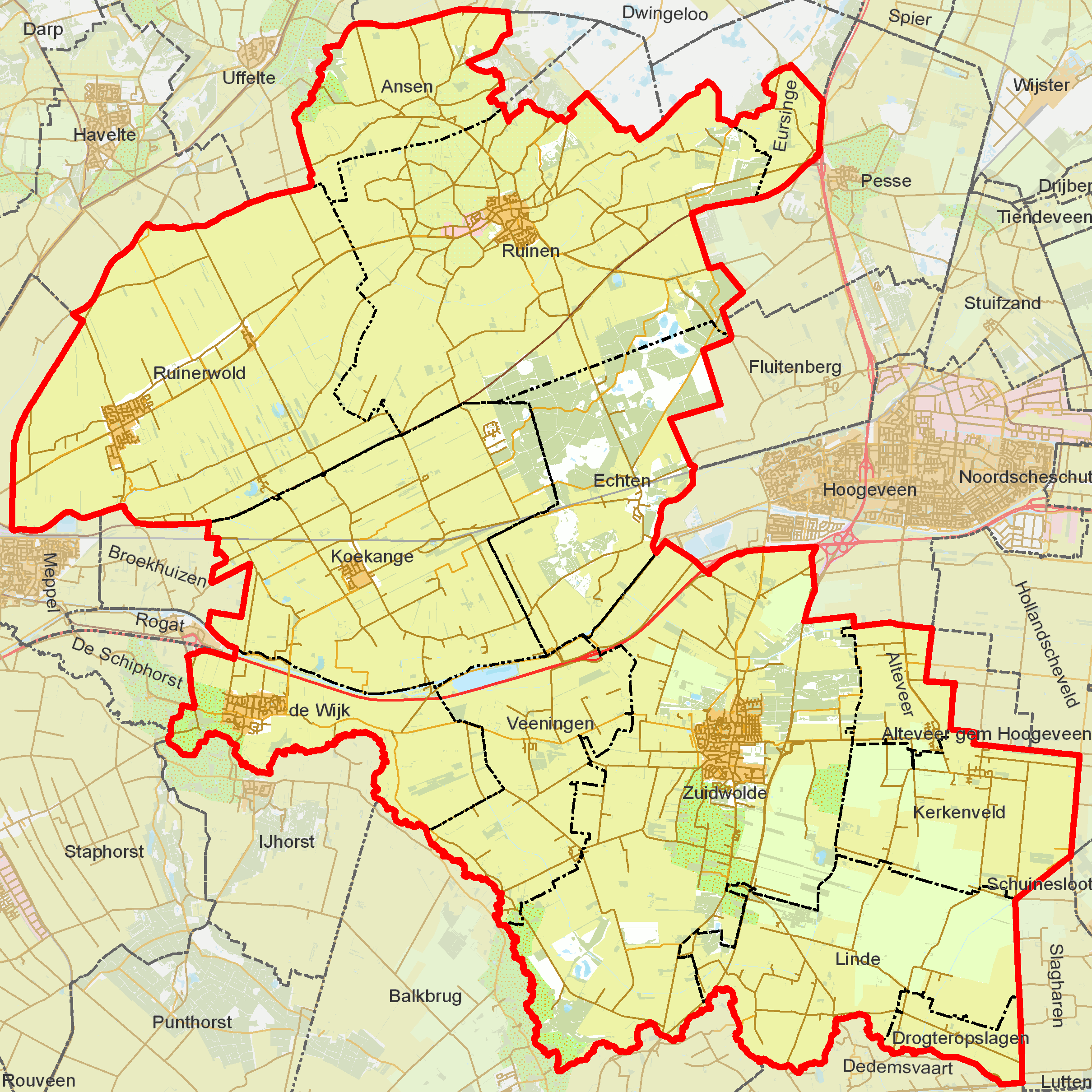
Woonplaatsen in de gemeente De Wolden

- Alteveer (3160)
- Ansen (3161)
- De Wijk (3162)
- Drogteropslagen (3163)
- Echten (3164)
- Eursinge (3165)
- Kerkenveld (3166)
- Koekange (3167)
- Linde (3168)
- Ruinen (3169)
- Ruinerwold (3170)
- Veeningen (3171)
- Zuidwolde (3172)

## Emmen

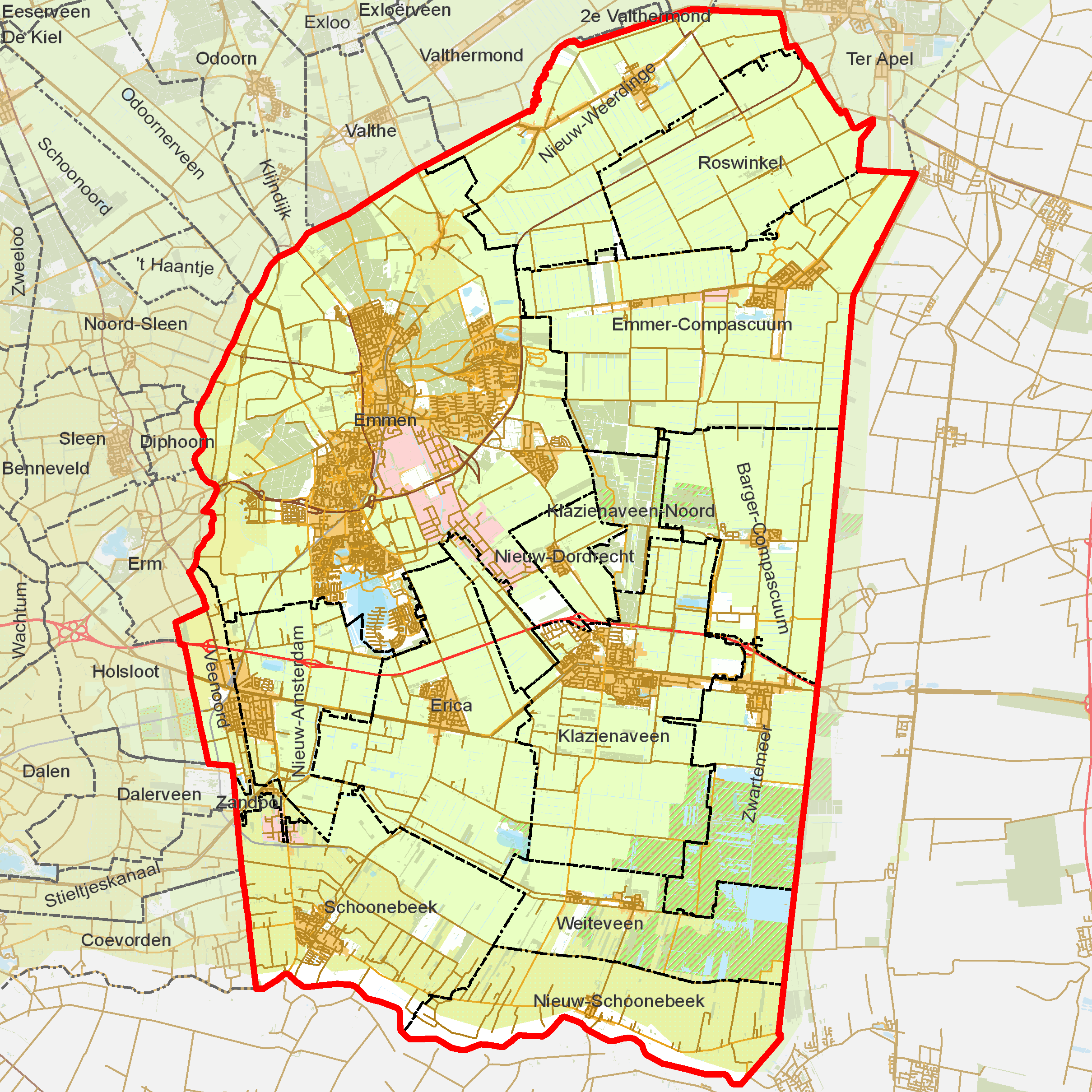
Woonplaatsen in de gemeente Emmen

- Barger-Compascuum (1987)
- Emmen (1988)
- Emmer-Compascuum (1989)
- Erica (1990)
- Klazienaveen (1991)
- Klazienaveen-Noord (1992)
- Nieuw-Amsterdam (1993)
- Nieuw-Dordrecht (1994)
- Nieuw-Schoonebeek (1995)
- Nieuw-Weerdinge (1996)
- Roswinkel (1997)
- Schoonebeek (1998)
- Veenoord (1999)
- Weiteveen (2000)
- Zandpol (2001)
- Zwartemeer (2002)

## Hoogeveen

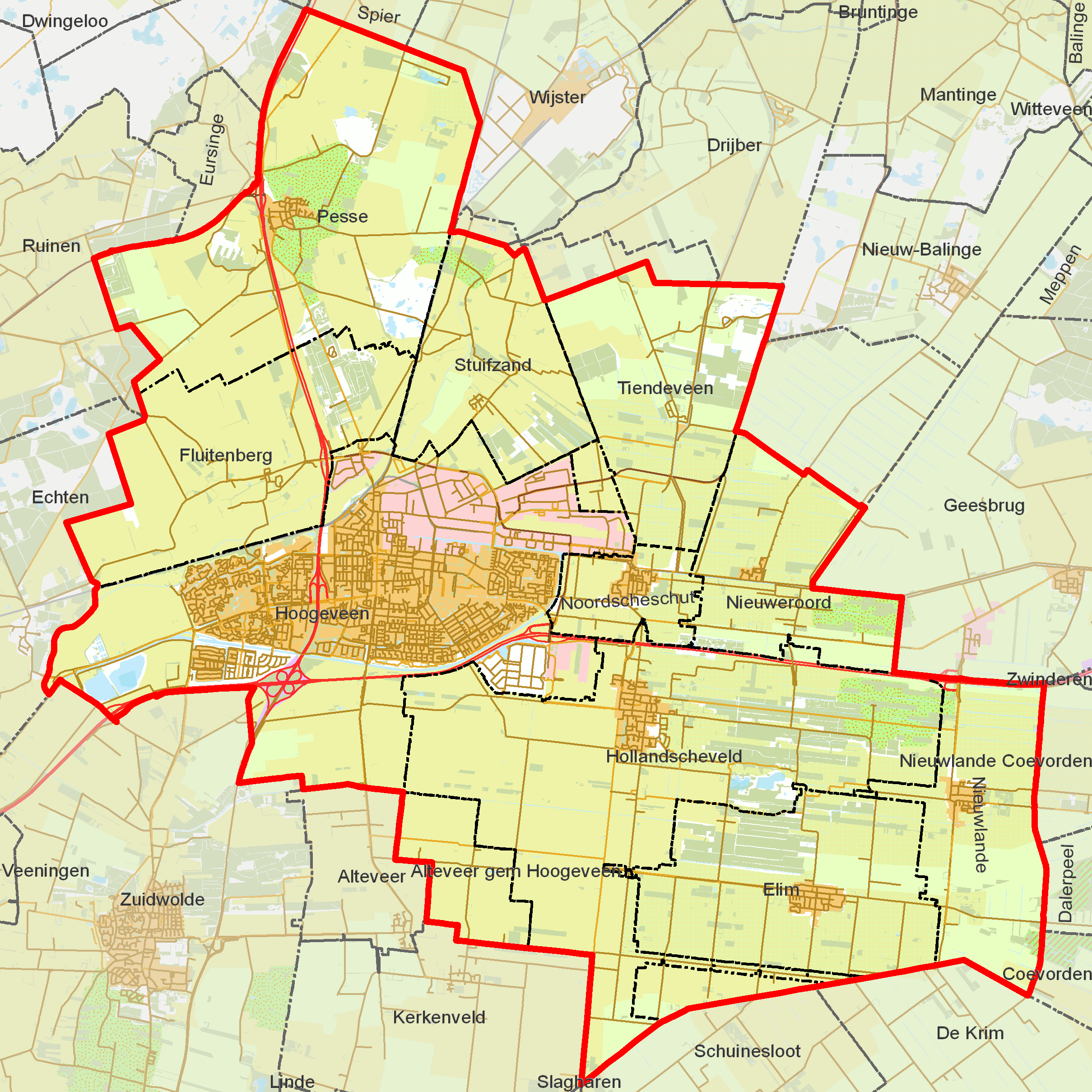
Woonplaatsen in de gemeente Hoogeveen

- Alteveer (1810)
- Elim (1811)
- Fluitenberg (1812)
- Hollandscheveld (1813)
- Hoogeveen (1814)
- Nieuweroord (1815)
- Nieuwlande (1816)
- Noordscheschut (1817)
- Pesse (1818)
- Stuifzand (1819)
- Tiendeveen (1820)

## Meppel

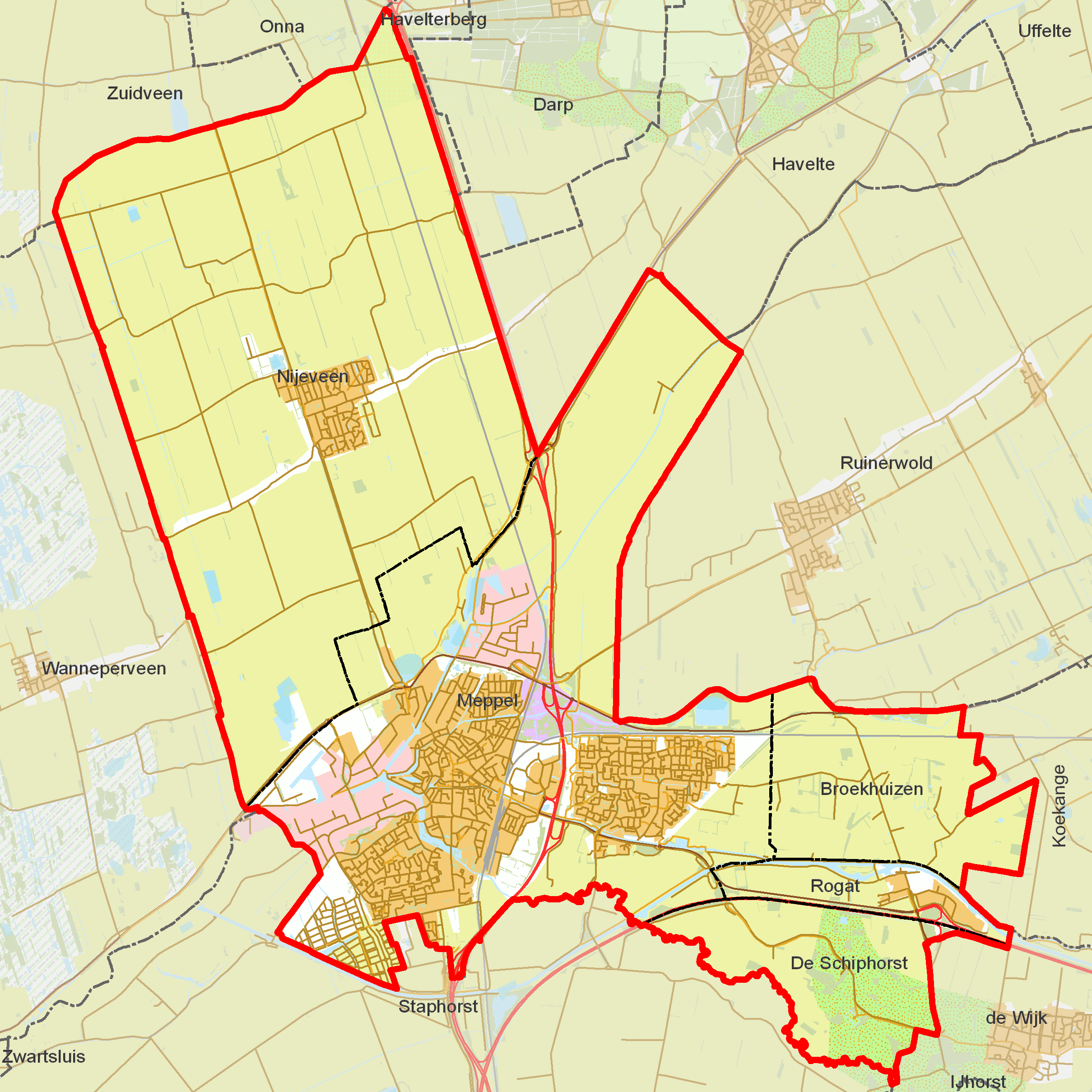
Woonplaatsen in de gemeente Meppel

- Broekhuizen (1084)
- De Schiphorst (1085)
- Meppel (1082)
- Nijeveen (1083)
- Rogat (1084)

## Midden-Drenthe

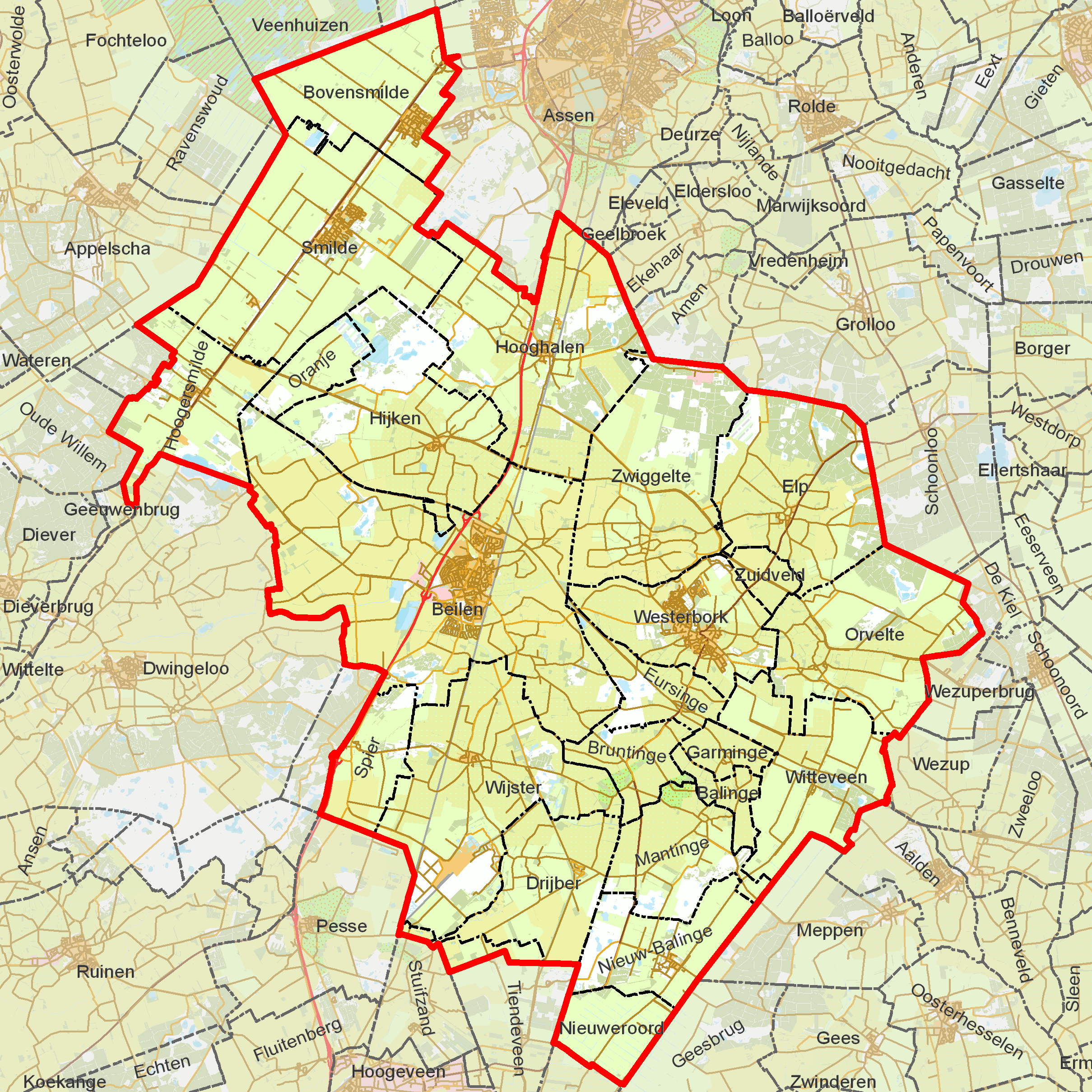
Woonplaatsen in de gemeente Midden-Drenthe

- Balinge (3005)
- Beilen (3006)
- Bovensmilde (3007)
- Bruntinge (3008)
- Drijber (3009)
- Elp (3010)
- Eursinge (3011)
- Garminge (3012)
- Hijken (3013)
- Hoogersmilde (3014)
- Hooghalen (3015)
- Mantinge (3016)
- Nieuw-Balinge (3018)
- Nieuweroord (3017)
- Oranje (3019)
- Orvelte (3020)
- Smilde (3021)
- Spier (3022)
- Stuifzand (3023)
- Tiendeveen (3024)
- Westerbork (3025)
- Wijster (3026)
- Witteveen (3027)
- Zuidveld (3028)
- Zwiggelte (3029)

## Noordenveld

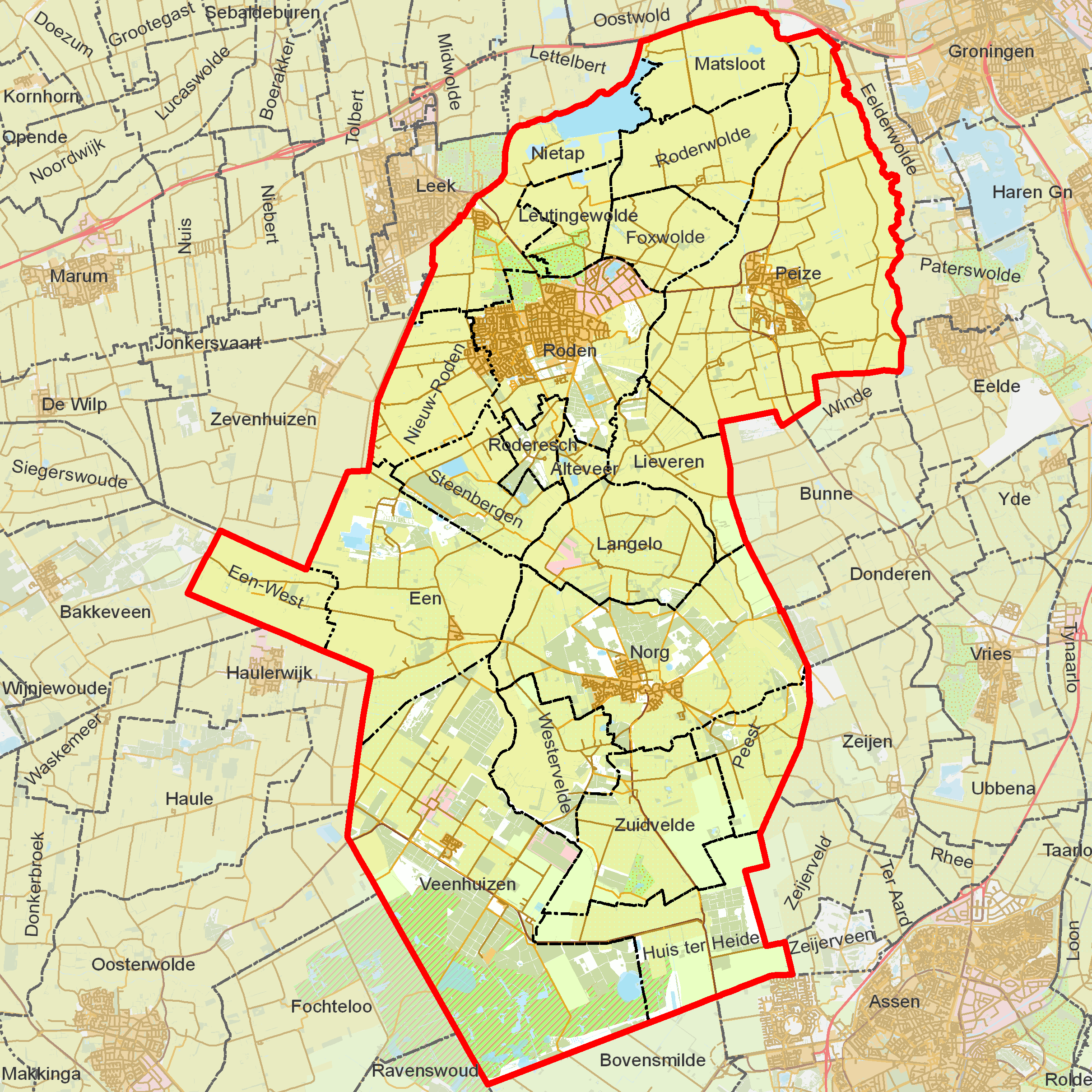
Woonplaatsen in de gemeente Noordenveld

- Alteveer (1633)
- Een (1634)
- Een-West (1635)
- Foxwolde (1636)
- Huis ter Heide (1637)
- Langelo (1638)
- Leutingewolde (1639)
- Lieveren (1640)
- Matsloot (1641)
- Nietap (1642)
- Nieuw-Roden (1643)
- Norg (1644)
- Peest (1645)
- Peize (1646)
- Roden (1647)
- Roderesch (1648)
- Roderwolde (1649)
- Steenbergen (1650)
- Veenhuizen (1651)
- Westervelde (1652)
- Zuidvelde (1653)

## Tynaarlo

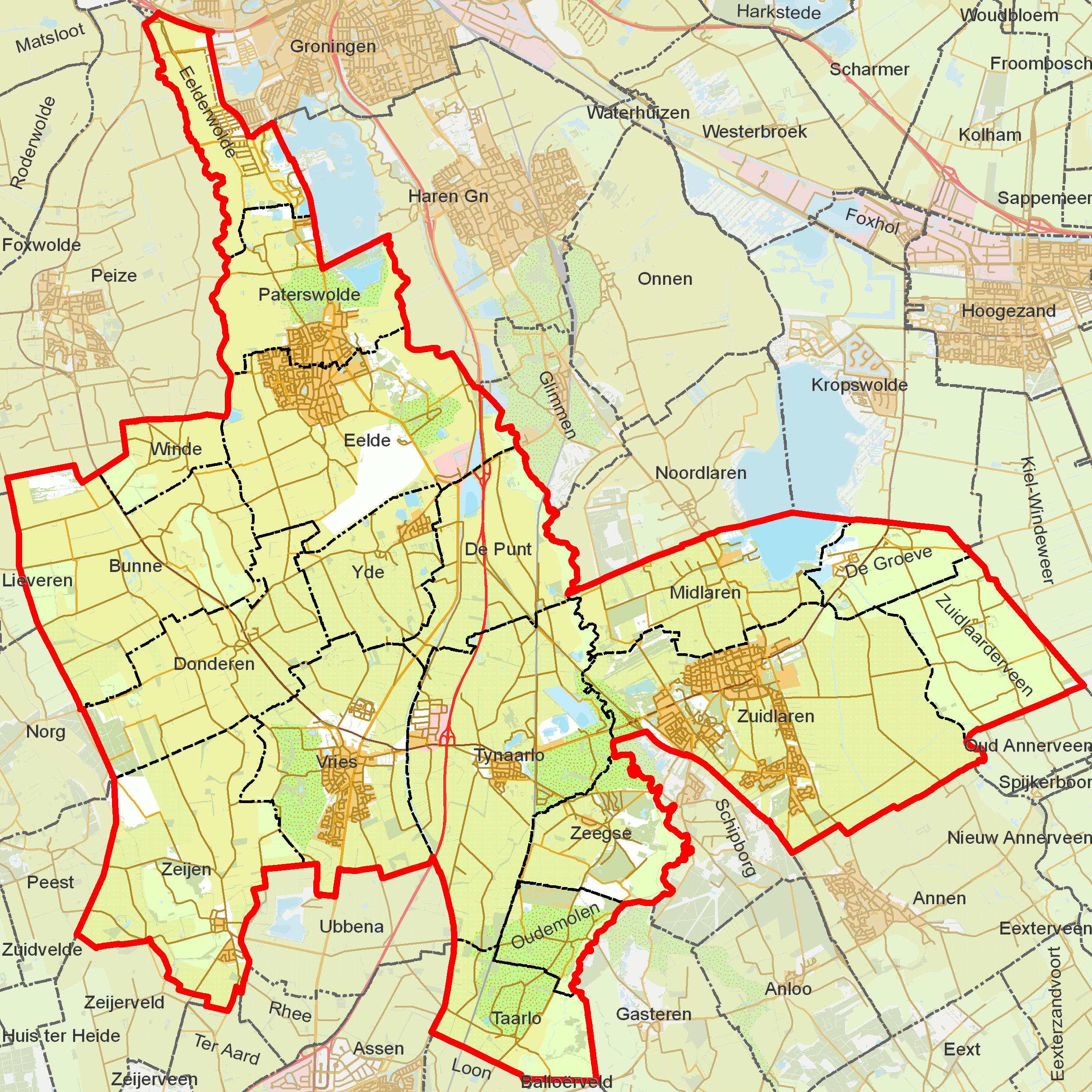
Woonplaatsen in de gemeente Tynaarlo

- Bunne (2914)
- De Groeve (2924)
- De Punt (2915)
- Donderen (2916)
- Eelde (2909)
- Eelderwolde (2911)
- Midlaren (2926)
- Oudemolen (2917)
- Paterswolde (2910)
- Taarlo (2918)
- Tynaarlo (2919)
- Vries (2912)
- Winde (2920)
- Yde (2921)
- Zeegse (2922)
- Zeijen (2923)
- Zuidlaarderveen (2925)
- Zuidlaren (2913)

## Westerveld

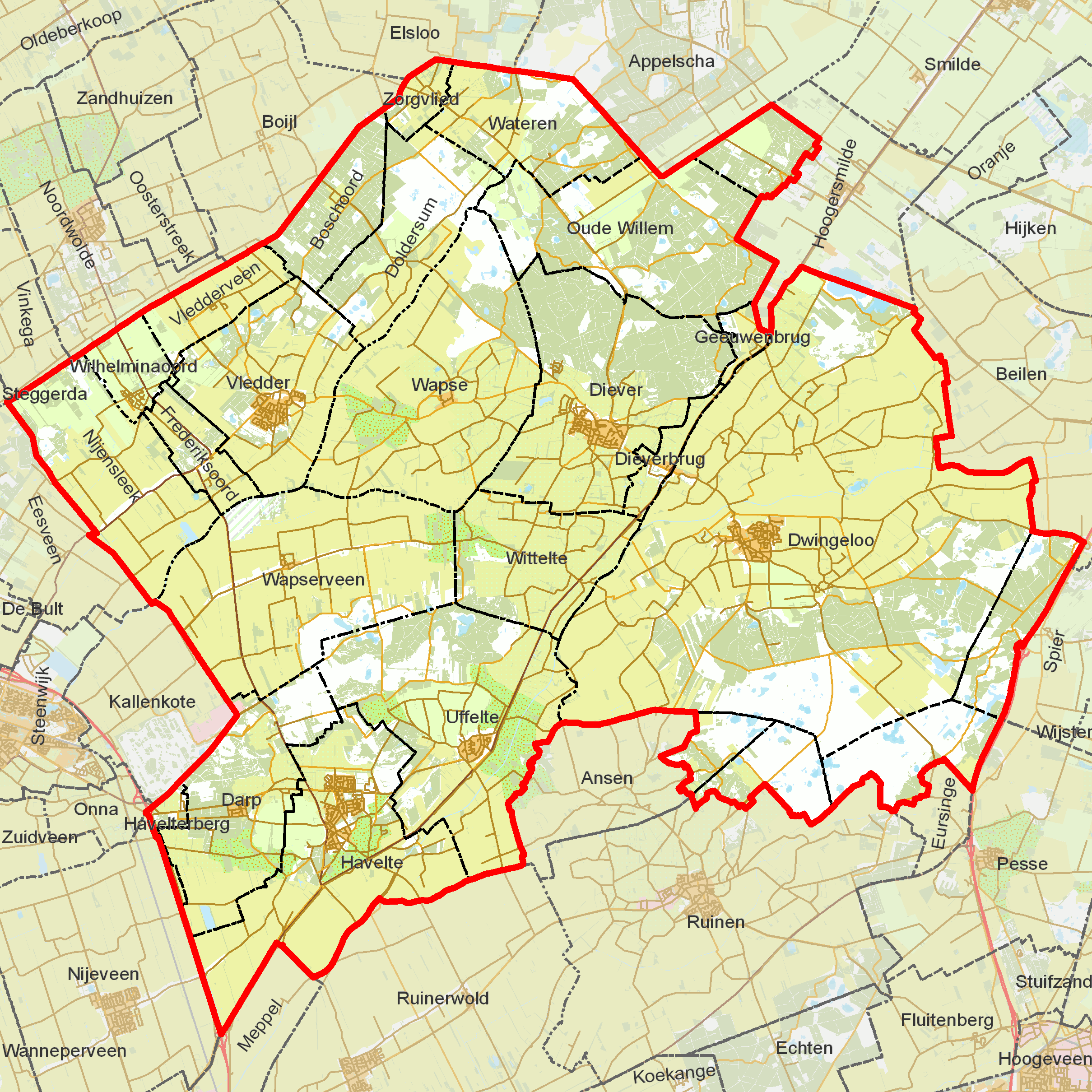
Woonplaatsen in de gemeente Westerveld

- Ansen (3104)
- Boschoord (3105)
- Darp (3106)
- Diever (3107)
- Dieverbrug (3108)
- Doldersum (3109)
- Dwingeloo (3110)
- Frederiksoord (3111)
- Geeuwenbrug (3112)
- Havelte (3113)
- Havelterberg (3114)
- Hoogersmilde (3115)
- Nijensleek (3116)
- Oude Willem (3117)
- Pesse (3118)
- Ruinen (3119)
- Spier (3120)
- Uffelte (3121)
- Vledder (3122)
- Vledderveen (3123)
- Wapse (3124)
- Wapserveen (3125)
- Wateren (3126)
- Wilhelminaoord (3127)
- Wittelte (3128)
- Zorgvlied (3129)